# بيتا أزرق الأرداف
بيتا أزرق القفا (الاسم العلمي: Hydrornis nipalensis) (بالإنجليزية: Blue-naped Pitta)‏ هي نوع من الطيور تتبع جنس البيتا المخطط من فصيلة طيور البيتا. يتواجد هذا النوع في كمبوديا والصين ولاوس وتايلاند وفيتنام. الموائل الطبيعية هي الغابات والأراضي المنخفضة شبه الاستوائية أو المدارية الرطبة والغابات الجبلية أو شبه المدارية الرطبة.